# 와르메드 오마리
와르메드 오마리(프랑스어: Warmed Omari, 2000년 4월 23일 ~ )는 리그 1 클럽 리옹에서 센터백으로 활약하고 있는 코모로의 프로 축구 선수로, 렌에서 임대되어 뛰고 있다. 프랑스에서 태어난 그는 코모로 국가대표팀에서 뛰고 있다.

## 구단 경력
오마리는 렌을 졸업한 유소년 아카데미 출신이다. 2020년 6월 9일, 그는 클럽과 첫 프로 계약을 체결했다. 2021년 4월 27일, 3년 연장 계약을 체결하여 2024년 6월까지 클럽에 묶여 있었다.
2021년 8월 15일, 오마리는 브레스트와의 리그 1-1 무승부를 기록하며 프로 데뷔 전을 치렀다. 그는 2021년 12월 18일, 1-0으로 이긴 로리앙과의 쿠페 드 프랑스 경기에서 렌의 첫 골을 넣었다. 2023년 9월 14일, 그는 렌과 2027년 6월까지 연장 계약을 체결했다.
2024년 8월 30일, 오마리는 시즌이 끝날 때까지 리그 1의 동료인 리옹으로 임대되었다.

## 국가대표팀 경력
오마리는 프랑스 청소년 국가대표 출신이다. 2024년 8월, 그는 코모로 국가대표팀에 처음으로 소집되었다. 2024년 9월 4일, 그는 감비아와의 경기에서 1-1로 비긴 코모로에서 데뷔 전을 치렀다.

## 사생활
마요트에서 태어난 오마리는 프랑스와 코모로를 대표하여 국제 축구에 출전할 자격이 있다.